# Vela nos Jogos Olímpicos de Verão de 1972 - Dragon
As provas da classe Dragon da vela nos Jogos Olímpicos de Verão de 1972 ocorreram entre 26 de novembro e 5 de dezembro daquele ano no Olympiazentrum Schilksee, na Baía de Quiel, na Alemanha Ocidental. O programa compunha seis regatas. Para esta classe, houve 70 velejadores de 23 nações inscritas.

## Medalhistas
O trio australiano John Cuneo, Thomas Anderson e John Shaw finalizou a competição em primeiro lugar e conquistou a medalha de ouro. A prata firmou-se com os alemães Paul Borowski, Karl-Heinz Thun e Konrad Weichert. Por fim, a medalha de bronze ficou com Donald Cohan, Charles Horter e John Marshall, dos Estados Unidos.
|  | AUS Austrália                        |  | GDR Alemanha Oriental                         |  | USA Estados Unidos                        |
|  | John Cuneo Thomas Anderson John Shaw |  | Paul Borowski Karl-Heinz Thun Konrad Weichert |  | Donald Cohan Charles Horter John Marshall |

## Resultados
Estes foram os resultados da competição:
| Pos.              | Tripulação                                                     | Regata I | Regata I | Regata II | Regata II | Regata III | Regata III | Regata IV | Regata IV | Regata V | Regata V | Regata VI | Regata VI | Total de pontos |
| Pos.              | Tripulação                                                     | Pos.     | Pts.     | Pos.      | Pts.      | Pos.       | Pts.       | Pos.      | Pts.      | Pos.     | Pts.     | Pos.      | Pts.      | Total de pontos |
| ----------------- | -------------------------------------------------------------- | -------- | -------- | --------- | --------- | ---------- | ---------- | --------- | --------- | -------- | -------- | --------- | --------- | --------------- |
| Medalha de ouro   | AUS John Cuneo Thomas Anderson John Shaw                       | 1        | 0.0      | 1         | 0.0       | 1          | 0.0        | 19        | 25.0      | 3        | 5.7      | 4         | 8.0       | 13.7            |
| Medalha de prata  | GDR Paul Borowski Karl-Heinz Thun Konrad Weichert              | 12       | 18.0     | 8         | 14.0      | 8          | 14.0       | 1         | 0.0       | 4        | 8.0      | 3         | 5.7       | 41.7            |
| Medalha de bronze | USA Donald Cohan Charles Horter John Marshall                  | 4        | 8.0      | 12        | 18.0      | 5          | 10.0       | 6         | 11.7      | 1        | 0.0      | 12        | 18.0      | 47.7            |
| 4                 | FRG Franz Heilmeier Richard Kuchler Konrad Glas                | 2        | 3.0      | 4         | 8.0       | 20         | 26.0       | 3         | 5.7       | 11       | 17.0     | 8         | 14.0      | 47.7            |
| 5                 | NZL Ronald Watson Noel Everett Fraser Beer                     | 8        | 14.0     | 13        | 19.0      | 15         | 21.0       | 9         | 15.0      | 2        | 3.0      | 1         | 0.0       | 51.0            |
| 6                 | SWE Jörgen Sundelin Peter Sundelin Ulf Sundelin                | 3        | 5.7      | 20        | 26.0      | 3          | 5.7        | 16        | 22.0      | 13       | 19.0     | 9         | 15.0      | 67.4            |
| 7                 | DEN Poul Richard Høj Jensen Frank Høj Jensen Gunnar Dahlgaard  | 17       | 23.0     | 19        | 25.0      | 9          | 15.0       | 11        | 17.0      | 5        | 10.0     | 2         | 3.0       | 68.0            |
| 8                 | FIN Kurt Nyman Göran Schaumann Antero Sotamaa                  | 21       | 27.0     | 3         | 5.7       | 7          | 13.0       | 8         | 14.0      | 8        | 14.0     | 16        | 22.0      | 68.7            |
| 9                 | CAN Allan Leibel Frank Hall Neil Gunn                          | 5        | 10.0     | 10        | 16.0      | 2          | 3.0        | 10        | 16.0      | DSQ      | 32.0     | 18        | 24.0      | 69.0            |
| 10                | AUT Harald Fereberger Franz Eisl Karl Stangl                   | 9        | 15.0     | 6         | 11.7      | 13         | 19.0       | 5         | 10.0      | 10       | 16.0     | 17        | 23.0      | 71.7            |
| 11                | NOR Teddy Sommerschield Sven Gerner-Mathisen Jan-Erik Aarberg  | 16       | 22.0     | 5         | 10.0      | 12         | 18.0       | 15        | 21.0      | 6        | 11.7     | 7         | 13.0      | 73.7            |
| 12                | GBR Simon Tait Ian Hannay Alistair Currey                      | 6        | 11.7     | 2         | 3.0       | 19         | 25.0       | 17        | 23.0      | 14       | 20.0     | 15        | 21.0      | 78.7            |
| 13                | BER Eugene Simmons James Amos Richard Belvin                   | 14       | 20.0     | 15        | 21.0      | 16         | 22.0       | 4         | 8.0       | 18       | 24.0     | 6         | 11.7      | 82.7            |
| 14                | URS Boris Khabarov Vladimir Iakovlev Nikolai Gromov            | 18       | 24.0     | 9         | 15.0      | 6          | 11.7       | 14        | 20.0      | 16       | 22.0     | 10        | 16.0      | 84.7            |
| 15                | ESP Juan Carlos de Borbon Gonzalo de Arion Felix Gancedo       | 11       | 17.0     | 11        | 17.0      | 4          | 8.0        | 20        | 26.0      | 20       | 26.0     | 11        | 17.0      | 85.0            |
| 16                | IRL Robert Hennessy Treen Carson Morris Harry Byrne            | 10       | 16.0     | 14        | 20.0      | 22         | 28.0       | 7         | 13.0      | 9        | 15.0     | 19        | 25.0      | 89.0            |
| 17                | GRE loannis Giapalakis Panayotis Michail loannis Kioussis      | 13       | 19.0     | 7         | 13.0      | 10         | 16.0       | 18        | 24.0      | 17       | 23.0     | 14        | 20.0      | 91.0            |
| 18                | FRA René Sence Patrick Rieupeyrout François Girard             | 15       | 21.0     | 22        | 28.0      | 14         | 20.0       | 13        | 19.0      | 7        | 13.0     | 13        | 19.0      | 92.0            |
| 19                | BAH Godfrey Kelly Christopher McKinney David Albert Kelly      | 23       | 29.0     | 17        | 23.0      | 18         | 24.0       | 12        | 18.0      | 15       | 21.0     | 5         | 10.0      | 96.0            |
| 20                | POL Lech Poklewski Tadeusz Piotrowski Aleksander Bielaczyc     | 20       | 26.0     | 21        | 27.0      | 17         | 23.0       | 2         | 3.0       | 22       | 28.0     | 21        | 27.0      | 106.0           |
| 21                | POR Mario Quina Francisco Quina Fernando Lima Bello            | 22       | 28.0     | 16        | 22.0      | 11         | 17.0       | 23        | 29.0      | 19       | 25.0     | 22        | 28.0      | 120.0           |
| 22                | JAM Michael Keith Nunes John Burrowes Michael Anthony Nunes    | 7        | 13.0     | 18        | 24.0      | 23         | 29.0       | 22        | 28.0      | 21       | 27.0     | 23        | 29.0      | 121.0           |
| 23                | ARG Jorge Salas Chávez Cesar Gilberto Seboek Pedro Oscar Sisti | 19       | 25.0     | DSQ       | 32.0      | 21         | 27.0       | 21        | 27.0      | 12       | 18.0     | 20        | 26.0      | 123.0           |

### Classificação diária

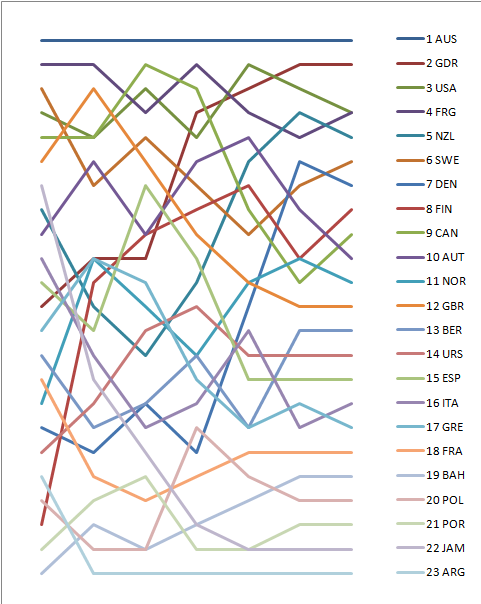
Gráfico mostrando a classificação diária na classe.